# 北京地下鉄SFM05型電車
北京地下鉄SFM05型電車（ぺきんちかてつSFM05がたでんしゃ）は北京地下鉄のEMUモデルの1つで、現在4号線と大興線で運行されており、龍北、馬家堡車両基地、南照路車両基地に割り当てられている。

## 概要
SFM05型は中国中車青島四方機車車輛によって製造され、合計86編成516両が導入された。
- 1次車（第1～40編成）は2006年5月に供給契約に調印し[3] [4] 、最初の2編成は2008年10月28日に北京地下鉄車両工場に到着し[3] 、すべての1次車の列車は2009年までに登場した。2009年9月28日より運行を開始した。
- 2次車（第61～93編成）は大興線の列車で、2009 年7月に供給契約が締結され[5] 、2010年12月30日より運行を開始した。
- 3次車（第41～53編成）は4号線の輸送力増強用列車で、2011年より製造を開始し[6] 、2013年12月27日より運行を開始した[7] 。

## 列車の特徴

### 外観と内装
列車は全体的に耐荷重性の内側リブプレート構造を採用している。ボディ材料は主にSUS301オーステナイト系ステンレス鋼で、外側プレートはヨーロッパのEN10088規格に準拠したEN1.4318材料で作られている。全体が優れた強度の利点を持っており、および剛性、優れた耐衝撃性、耐食性、高融点、表面にコーティングがなく、メンテナンスが便利である 。
- 1次車の前面は、北京京港地鉄有限公司のロゴと青いリボンで飾られており、非常用貫通扉の下には「北京」の文字が白く塗装されている。
- 2次車の正面には北京京港地鉄有限公司のロゴはないが、「北京」の文字が赤く塗装されており、列車番号は非常用貫通扉の下に標記されている。
- 1次車と比較すると、北京京港地鉄有限公司の青いのリボンが廃止され、「北京」の文字が赤く、フォントが少し大きくなっている。

各先頭車の両端に非常用貫通扉があり、各車両に非常用換気窓がある。 2019年以降、車両の座席の一部が取り除かれ、車椅子スペースに変わった  。

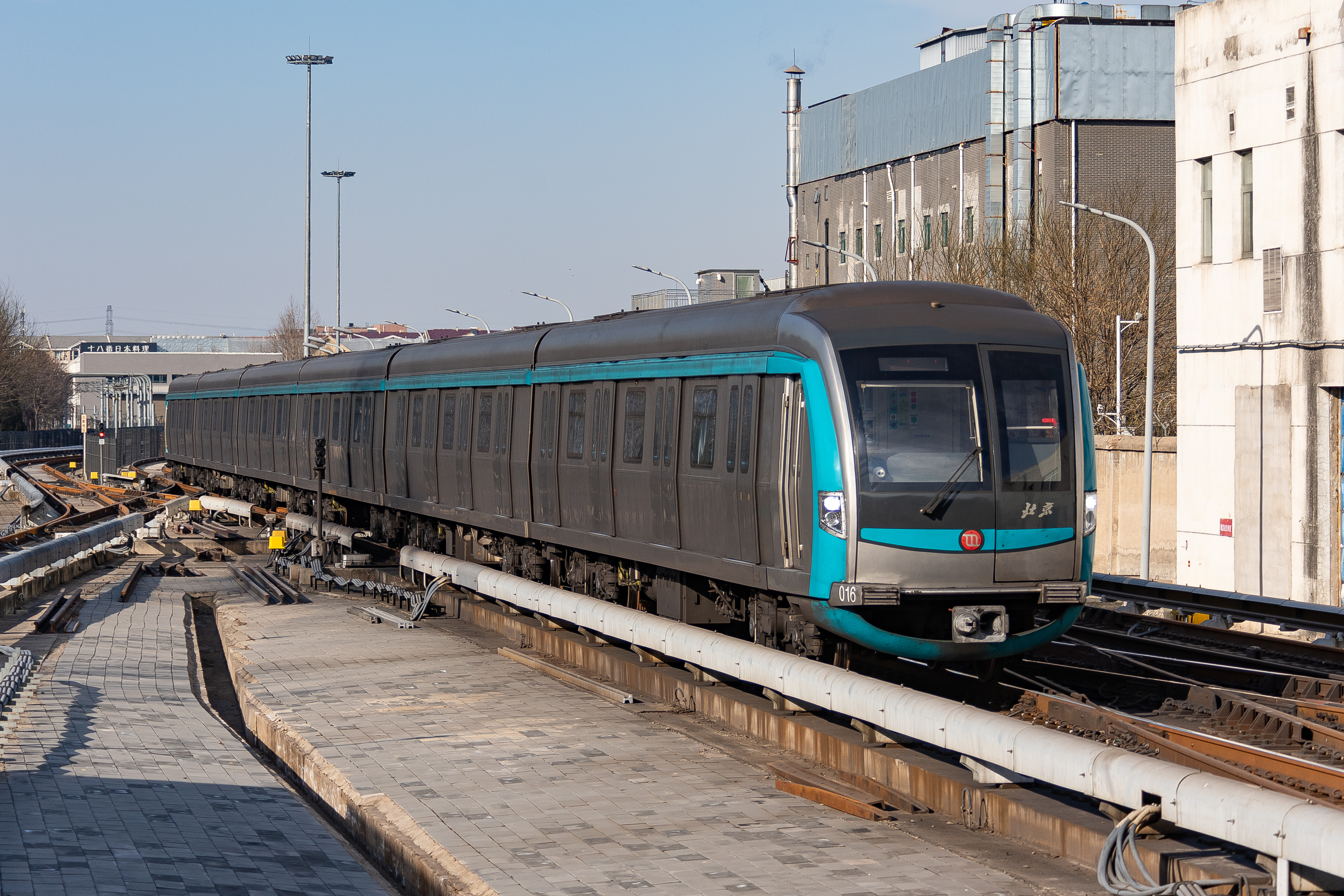
1次車（4号線前期型、第1～40編成）
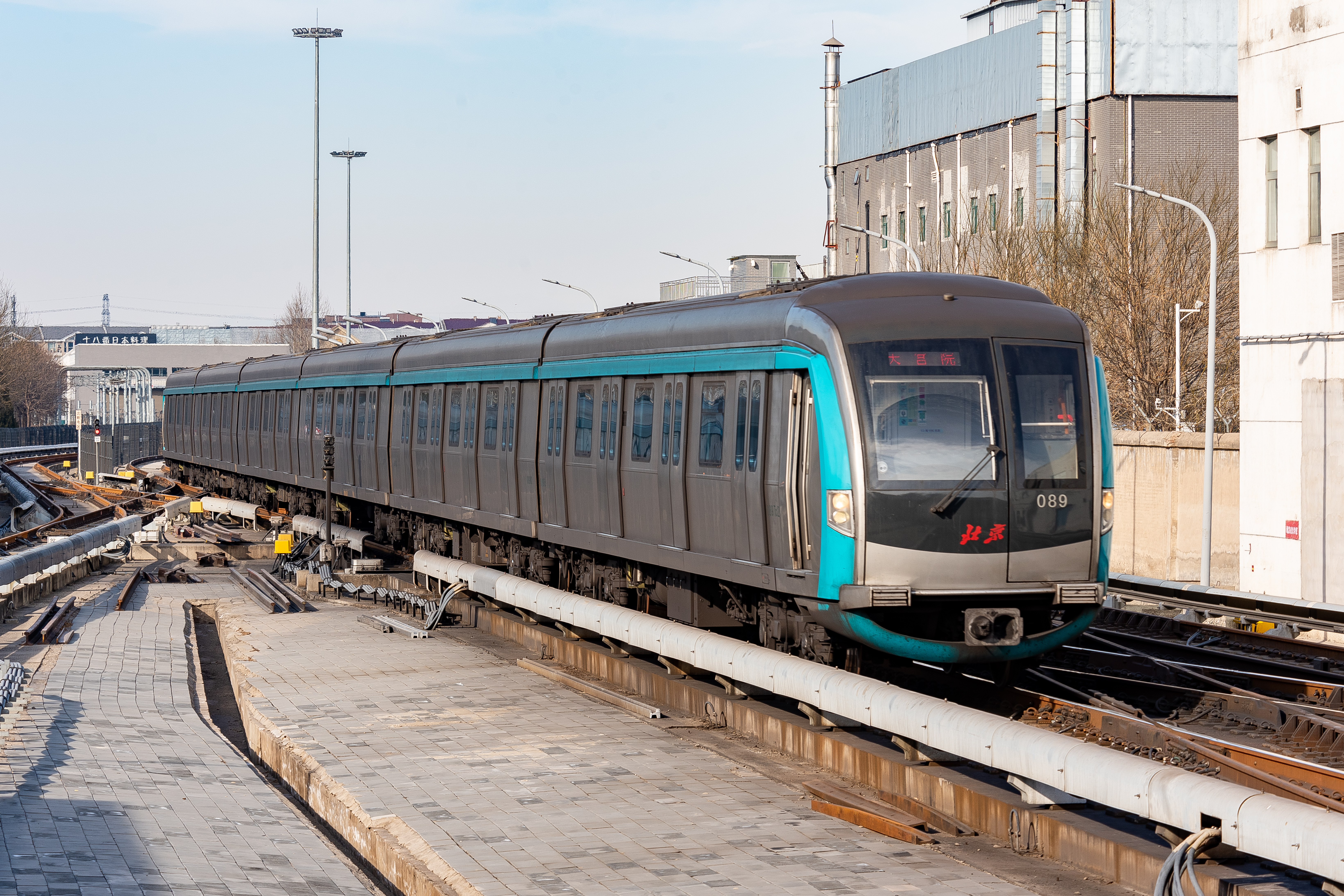
2次車（大興線用、第61～93編成）
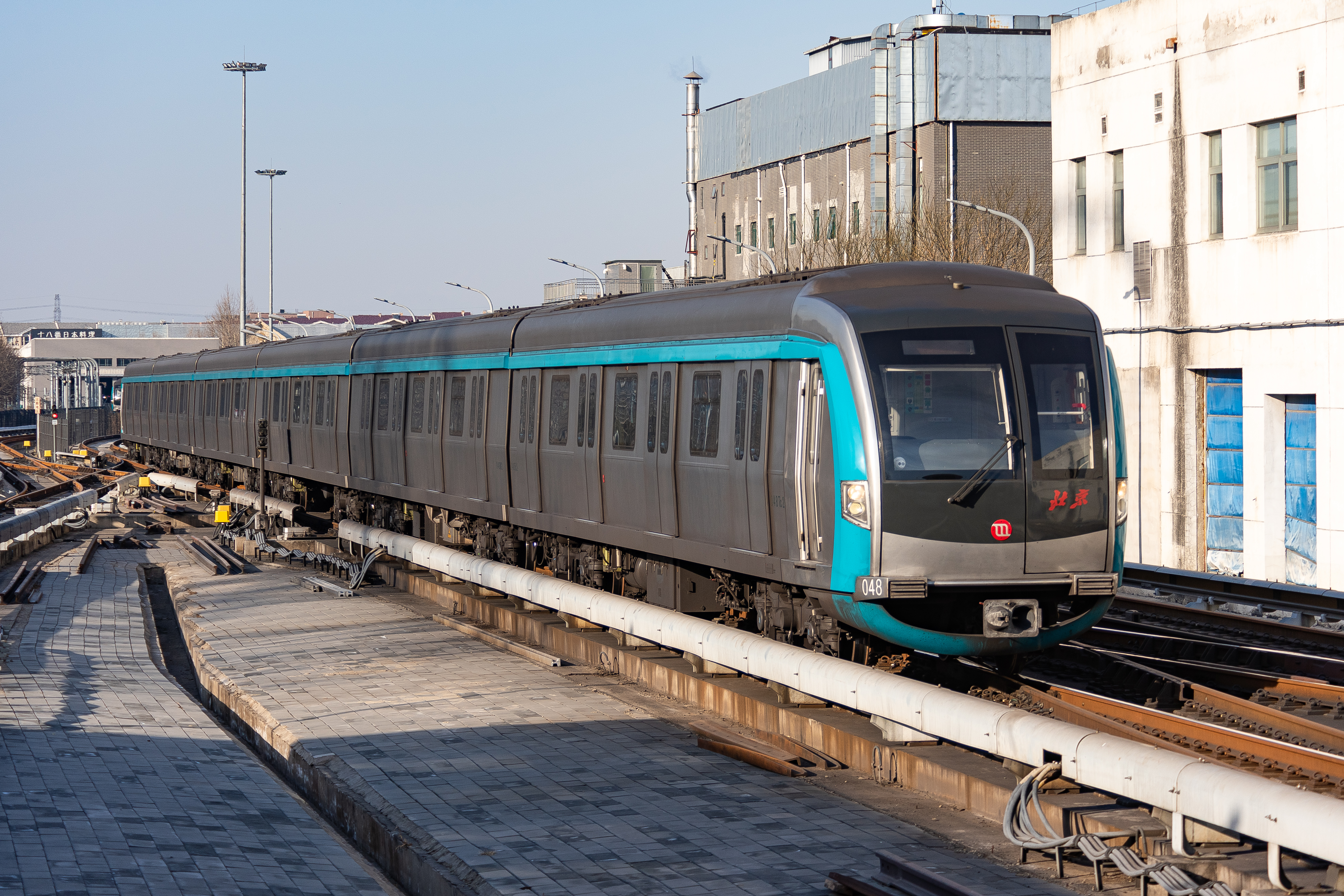
3次車（4号線後期型、第41～53編成）
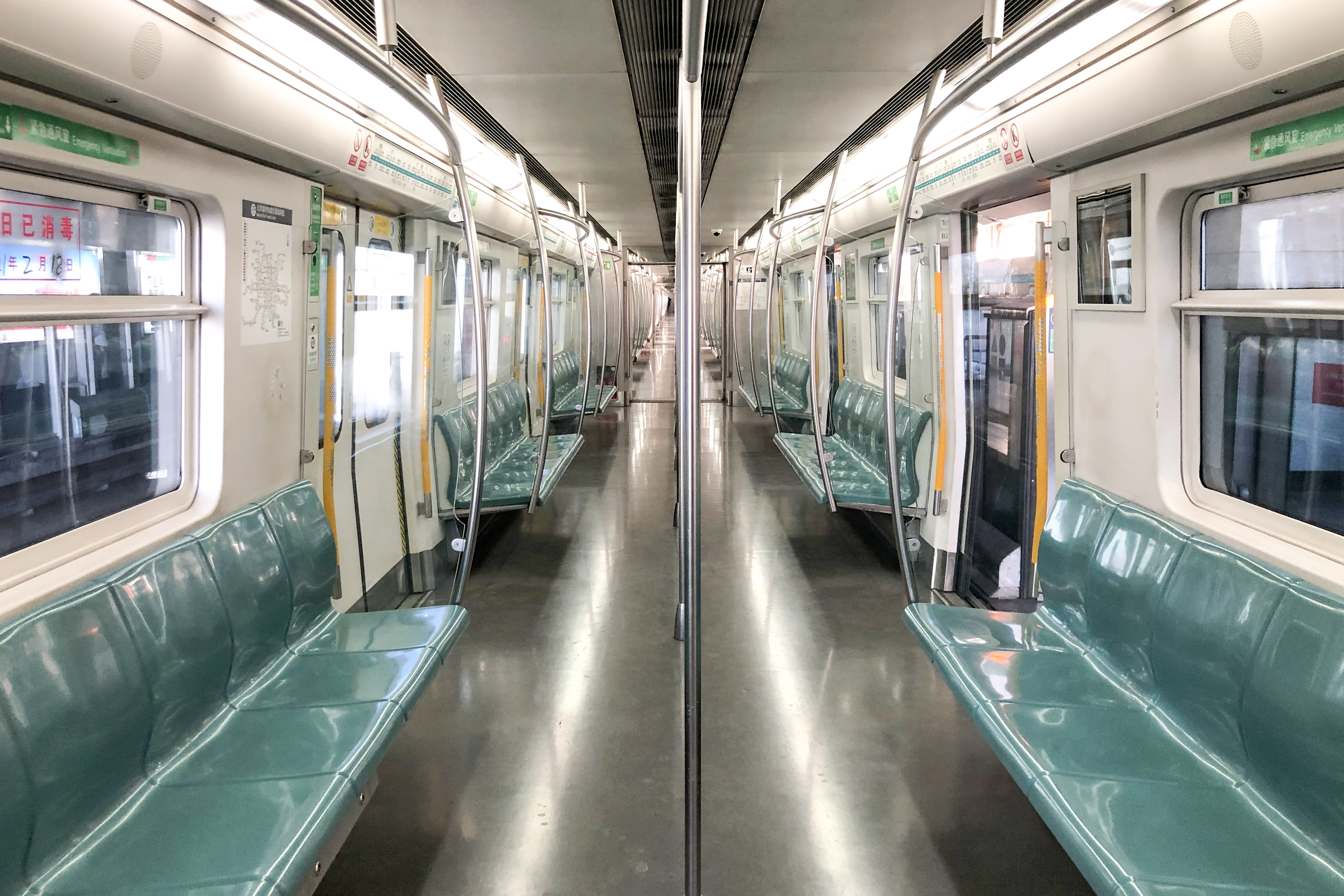
列車内部

### ドアシステム
各車両には4か所のドアがあり、そのすべてが両開きの電子制御の外部気密ドアであり、それぞれのドア幅は1300mm、ドアの高さは1800mm で、外部ドアの補完的な利点を実現している気密ドアである   。
- プラグイン気密ドアは、通常のプラグインドアの信頼性と簡単な操作という利点があるだけでなく、通常のプラグインドアの不十分な密閉の問題も解決する。
- ドアを閉める過程で、直径10mm以上の障害物に遭遇すると、ドアを閉める動作が自動的に停止し、乗客の安全を最大限に高めている。
- ドアには、信頼性が高く、低騒音で動作特性の良いスクリューロックナット付きLSブレーキを採用し、「施錠せずに閉める」という目標を実現している。

### カプラーと台車
列車に使用されているSDB-80台車は、軽量で横方向の剛性が低いという特徴があり、鋼板を溶接した H 型フレーム、ラビリンス軸箱、複列円筒ころ一体型自己密封軸受、一体型鋼製転動輪を採用して車両を維持している。振動や騒音を極力抑えながら、良好な作動・性能を発揮している。台車の主懸架には軸箱ゴムばねを採用し、カーブ通過時の横力を軽減してカーブ走行性能を向上させ、副懸架にはボルスタレス空気ばねを採用し、曲線走行性能を向上させている。電車の乗り心地もよくなっている。 
列車の両端とユニット間に半自動連結器が設けられ、異なる列車間の自動接続を実現し、半永久的な牽引棒が残りのセクション間に設けられ、運行中に列車全体の車両が一体になる。 . 

### 牽引および支援システム・インバーター
列車の牽引および補助電源システムは、旧ボンバルディア・トランスポーテーショ社によって提供されている。 牽引モーターが自己換気を採用することを除いて、モーターインバーターと補助インバーターは強制換気を採用するため、機器の重量が大幅に削減された 。
- 主電動機:MJC 220-1型、定格電力180kW、定格電圧 585V、定格電流223A、定格速度2,061r/min、最高速度4,095 r/min [1]   .

- 配電箱:各中間車両の下に配置され、充電回路、高速遮断器、セレクタスイッチ、電圧リレー、電流接触器などを含む。各列車の3つの配電箱のうち1つには拡張電源機能がある。 [11] .

- インバーターボックス:各中間車両の下にあり、インバーターモジュール、充電回路、ラインフィルター、地絡センサーなどを含む。各インバーターボックスの出力電圧は3AC 0~585V、連続出力電流は3AC 892 であり、最大出力電流は3AC 1320A。これは、1C4M1 グループ モードで配置されているキャリッジ内の 4 つのトラクション モーターを駆動する[1] [12] 。

- 補助インバーター:各列車の2号車と5号車の車両の下にあり、補助インバーターモジュール、充電回路、過電圧保護抵抗器などを含む。各補助インバータ ボックスの定格出力容量は160kVA. ラインのDC高電圧ネットワークは、3AC 380VのAC低電圧とDC 110Vの DC低電圧に変換され、列車のエアコン、バッテリー、エアコンプレッサ、その他の機器に電力を供給している[1] [13] [14] 。

列車は、従来の高電圧母線再接続電源モードを放棄し、エネルギー回収のためにスタンバイブレーキ電源モードを使用する。列車が電源オフエリアを通過するとき、外部電源がないことが検出されると、列車のインテリジェント管理システムは、車両牽引システムに軽いブレーキ モードに入るように通知し、車両の運動エネルギーの一部を変換する。電車を電気に変換し、ブレーキによって電車に電力を供給します。このソリューションは、バスバーの配線と制御機器を減らしながら、列車が耐えられる停止位置の長さを増やす。 
列車は、二次電池駆動の牽引技術を採用している。各先頭車両の下には、アルカリニッケルカドミウム蓄電池のセットが取り付けられている。蓄電池の各セットは、容量180Ahの39個のバッテリーセルで構成されていまる。2セットの蓄電池で、電車が停電しても1km以上走り続けることができる。    

### ブレーキシステム
この列車は、クノールブレムゼ製のEP2002アナログ電空ブレーキ システムを採用している。これは、VV120 空気圧縮機とその補助モーター、ダブル タワー ドライヤー、メイン エア シリンダーとブレーキ エア シリンダー、ゲートウェイ バルブ、インテリジェント バルブ、補助制御ボードで構成されています。など、回生ブレーキと故障検出機能を備えており、システム内のコンポーネントのサイズと重量が従来のソリューションと比較して縮小されているため、設置と保守が容易である 。
ただし、制御ソフトの不具合により、発進時や制動時に電車が急に揺れることがある。
列車は、中国中車が提供する空調システム（冷媒としてR407Cを使用）を採用している。冷房能力29kW、換気能力4000m3/hのエアコンユニットDL29シリーズを各車ルーフ両端に設置 。列車と第2相列車で使用されるDL29Hは次のとおり。  :
空調システムは、列車制御ネットワークの利点を最大限に活用し、高度なネットワーク操作プラットフォームに依存しており、運転席のコンソールと列車の配線の設計を簡素化し、システムの統合を促進している。制御ネットワークが故障した場合、空調システムは、列車の快適さを確保するために、通常の操作の特定の機能モードに従って、運転手の単純な操作を通過することができる 。

### 旅客情報システム
- 各車両には8個の LED 点滅ライトが装備されており、列車の進行方向、次の駅、乗換駅と路線、ターミナル、その他の情報を表示している[21] 。
- 各車両には緊急警報通信装置が装備されており、緊急時に乗客が運転手に連絡するのに便利[21] 。
- 列車の放送システムは、車内のバックグラウンド ノイズに応じて音量を自動的かつ継続的に調整することができ、客室内のスピーカーの出力ボリュームが常に客室のバックグラウンドノイズよりも5～10dB高くなるようにします。常に95dB未満[21] 。
- ドアの近くにLCDディスプレイがあり、現在の日付と時刻、電車の方向と次の駅を表示し、ローカルビデオプログラムを再生している[21] 。

## 事故・システム障害
- 2010年3月23日21時23分、動物園駅のブレーキ システムの故障によりSFM05型が遅延し、21時38分まで故障は解消されなかった[22] 。
- 2011年9月15日7時41分、SFM05型は、車内信号が不安定なため手動運転モードに切り替えられ、列車は横線に走ってサービスを終了し、後続の列車の速度に影響を与えた[23] 。
- 2013年1月19日6時57分に、SFM05型が集電体の接地とアーク放電を経験し、大量の煙が発生したが、障害は約30分後に修正された[24] 。
- 2014年5月3日10時頃、SFM05型の第11編成が、馬家楼大橋東側と草橋東路の緑地に、ブレーキが故障し緑地に突入した。幸いにも死傷者は出ていない[25] [26] 。
- 2015年10月26日18時30分、SFM05型の第72 編成が一時停車した際、乗客が非常警報装置を作動させ、列車は大破した。発車[27] 。第72編成は19時13分に公益西橋駅で乗客を全員降ろし[28] 、第46編成に押されて新宮駅の側線に押し出され、立ち往生した乗客は公益西橋駅で第71編成に変更された[27] 。この事故により、その夜、40列車以上の列車にさまざまな程度の遅延が発生し、最大の遅延は1時間近くに達した[27] 。
- 2017年4月19日6時45分、SFM05型の第46 番編成が清源路駅と黄村駅の間の区間で突然故障し、8時3分まで故障は解消されなかった[29] 。区間を延長し、一和庄駅～天宮院駅間は単線双方向運転方式を採用している[30] 。
- 2018年11月8日8時27分、陶然亭駅～菜市口駅間[31]でSFM05型の車内設備が故障した。
- 2019年9月9日14時16分、北宮門駅～西苑駅間で SFM05型が突然故障し、後続列車の間隔が広がり、故障した列車は14時30分に本線を離脱した[32] 。